# Premeno
Premeno (Premén in piemontese e in lombardo) è un comune italiano di 755 abitanti della provincia del Verbano-Cusio-Ossola in Piemonte.

## Geografia fisica
È sito in una conca naturale e circondato dai monti San Salvatore, Pizzo d'Omo e Sasso Corbé (la cui cima segna il punto più alto del comune, 1.100 m s.l.m.). Premeno, come borgo antico, non offre una vista diretta sul lago, che viene nascosto dal Monte Cimolo (noto per il suo aspetto come "la sentinella del Lago Maggiore") e dal San Salvatore.

## Storia
L'origine del toponimo Premeno ha diverse ipotesi: la più accreditata asserisce che Premeno deriva da Pratus Ameni, ovvero prato rigoglioso.
Gli archeologi sostengono che i primi abitanti arrivarono a Premeno nell'età del Ferro, vedendo in questo luogo naturale un'ottima fonte di cibo (sia agricolo che animale). In epoca successiva, questo insediamento così nascosto e così ben fornito di ogni risorsa naturale (dato anche il clima non eccessivamente rigido), vicino e protetto dal lago e dall'eventuale attacco di nemici, venne sfruttato come rifugio da alcuni contadini e pastori. Nel XVI secolo fu infeudato alla nobile famiglia Moriggia di Frino.
Verso il 1500 i premenesi scelsero Santa Margherita d'Antiochia come proprio Santo patrono ed edificarono la prima chiesa. Il luogo di culto era però troppo piccolo per il numero di abitanti che ormai avevano superato le 150 unità e così nel 1732 si decise di ampliarla; il 21 agosto del 1788 vi fu la cerimonia inaugurale del maestoso campanile che ancora oggi rintocca le ore a Premeno.

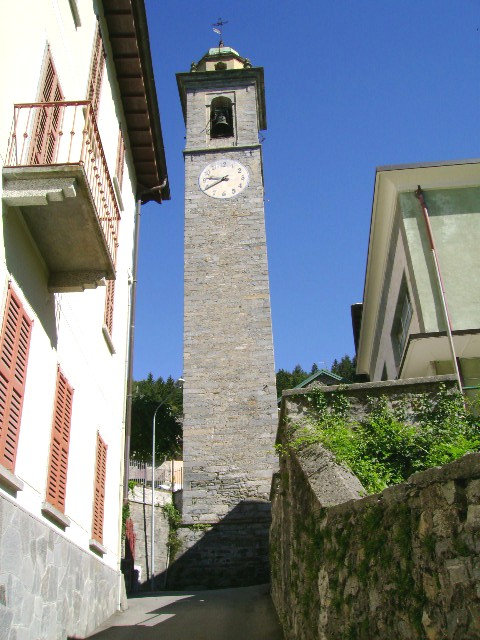
Il campanile

Il 16 agosto 1623 venne eretta una cappella votiva alla Madonna delle Grazie sulla strada per il Tornicco. Nel 1872 vi soggiornò per alcuni giorni Giuseppe Garibaldi con i figli.
Premeno divenne noto agli inizi del Novecento come il "paradiso dei bambini". Numerosissime colonie sorsero tra i monti, numerose ville apersero i loro cancelli in estate per ospitare masse di bambini che, accompagnati dai genitori, venivano a passare le vacanze in quei luoghi. Gli industriali e la borghesia abbandonarono così la Brianza e vennero sul Lago Maggiore.

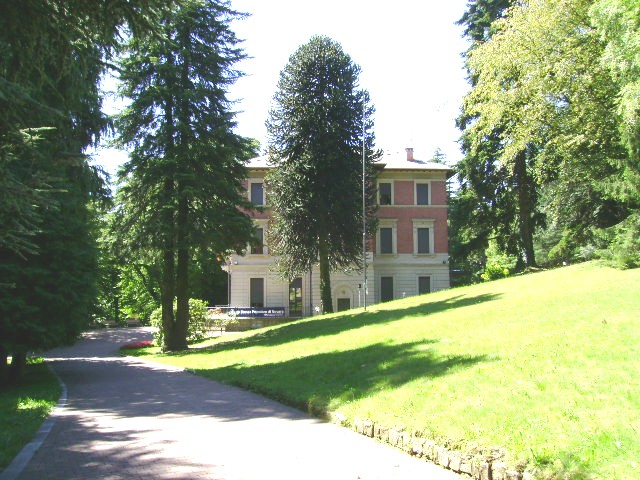
Villa Bernocchi

Le ville premenesi più celebri di questo periodo sono Villa Bernocchi, residenza della famiglia di Antonio Bernocchi e oggi sede del noto premio letterario, Villa Bonomi, Villa Giulia e Villa Mangiagalli; quest'ultima fu residenza del dottor Luigi Mangiagalli, fondatore dell'omonimo ospedale di Milano.
Nel 1926 venne aperta la ferrovia Intra-Premeno. Nel 1895 venne inaugurato un campo da tennis in erba, fondato da alcuni villeggianti inglesi, desiderosi di giocare a tennis anche lontano dall'Inghilterra. In seguito venne trasformato in un campo in terra battuta nel 1926. Venne inaugurato anche, sempre nel periodo della "Belle époque giolittiana", un campo da golf, in località Pian di Sole.
Fu proprio in quel periodo che Premeno crebbe a tal punto che una sola chiesa non sarebbe più bastata; fu così edificata, proprio negli anni del secondo conflitto mondiale, la grande chiesa di Santa Margherita, patrona di Premeno, che poteva contenere circa 500 persone, contro le 150 della vecchia chiesa, ora sconsacrata e usata come cinematografo.

### Simboli
Lo stemma e il gonfalone sono stati concessi con decreto del presidente della Repubblica del 28 settembre 1959.
Il gonfalone è un drappo partito di verde e di bianco.

## Società

### Evoluzione demografica
Abitanti censiti

### Etnie e minoranze straniere
Secondo i dati ISTAT al 1º gennaio 2018 la popolazione straniera era di 31 persone, pari al 4,2% della popolazione totale. Le nazionalità maggiormente rappresentate erano:
- Spagna 5
- Ucraina 4
- Egitto 4
- Romania 3
- Marocco 3

## Geografia antropica
Premeno dista da Verbania circa 12 km; la strada che dal capoluogo di provincia porta al paese era un tempo la sede dei binari della ferrovia Intra-Premeno e le carrozze che salivano utilizzavano una stradina che è oggi usata solo da alcuni conoscitori della zona; in alcuni tratti essa non è più nemmeno transitabile con un mezzo a motore.
Il comune è diviso in diverse frazioni: Pollino, Pian di Sole ed Esio; il paese vero e proprio è situato ad una quota compresa tra i 780 e i 900 metri s.l.m.

### Premeno
Il capoluogo conta circa 750 abitanti, che per effetto dei villeggianti salgono circa a 2000 tra luglio ed agosto.

Il paese è attraversato dalla strada provinciale Intra - Pianacavallo, in parte ricavata dalla vecchia sede ferroviaria e dalle vecchie mulattiere montane. Nel 2006 il paese è stato anche ristrutturato 

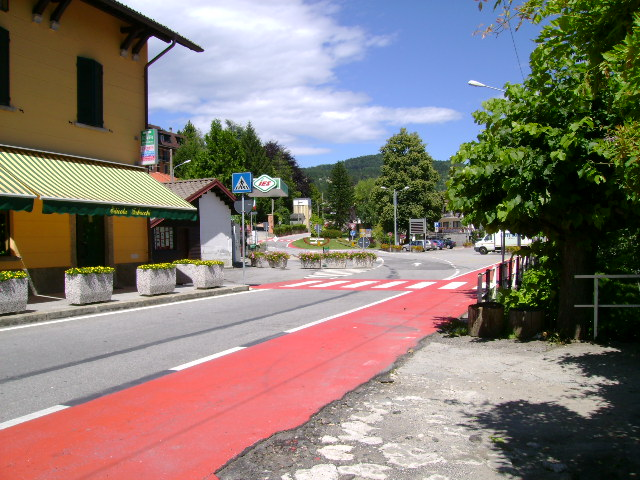
Uno scorcio di Premeno

### Pollino
La storia di Pollino ha inizio nel 1842, quando Teresa Tamborini e Cippo Perelli Cippo stanziarono 4.000 lire milanesi per la costruzione di una cappella sotto la parrocchia premense. La chiesa fu eretta in memoria di San Rocco e nel 1888 acquistò il titolo di Oratorio. Prima di essere frazione di Premeno Pollino apparteneva a Ghiffa e solo successivamente divenne proprietà di Premeno per ragioni territoriali.
Pollino dista circa 1,5 km da Premeno ed è situato ad una quota leggermente inferiore (700–750 m s.l.m.); si estende lungo la strada principale, con numerose ville e case rurali, in maggior parte ristrutturate.

### Pian di Sole

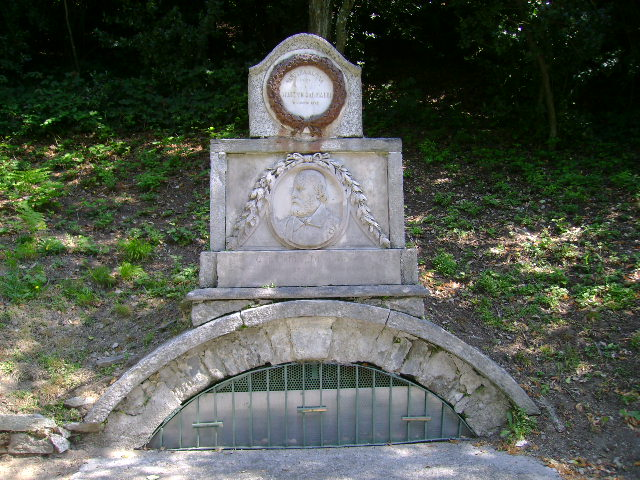
Strada del Tornicco, sorgente d'acqua con lapide a memoria di Garibaldi

Il centro storico è attraversato dalla strada provinciale che collega Intra con Colle, località del comune di Oggebbio; seguendo questa strada, dopo circa 2 km si arriva alla frazione chiamata Pian di Sole. Vi sono due vie alternative: la strada del Tornicco, luogo panoramico e paesaggistico interessante, dove si trova una fonte di acqua minerale non potabilizzata, e la strada pedonale che corre parallela alla provinciale, percorribile solo a piedi. Dalla piazza principale proseguendo per Corso Italia si raggiunge prima l'eliporto e una piccola stazione sciistica, costituita da due sciovie (3 km di piste) con baita adiacente per il ristoro.
Imboccando invece Via Pineta si incontra la Chiesa Madonna della Vittoria e successivamente il campo da golf a 9 buche, inaugurato nel 1966.

### Esio
Esio (ies, nel dialetto locale), sito a una quota di 700 m s.l.m., è la frazione di Premeno che più si distacca dal centro storico, infatti formava un comune indipendente fino al 1927. La località nacque come comunità indipendente intorno al XVII secolo e nel corso della sua storia non ha mai sentito l'influenza del turismo, benché fosse un'importante zona di scambio per i paesi delle valli: fino ai primi del '900 erano presenti diverse osterie, per poter ospitare i viandanti che attraversavano la valle. Il paese conta circa 150-200 abitanti ed è composto da case in pietra e viottoli stretti. 

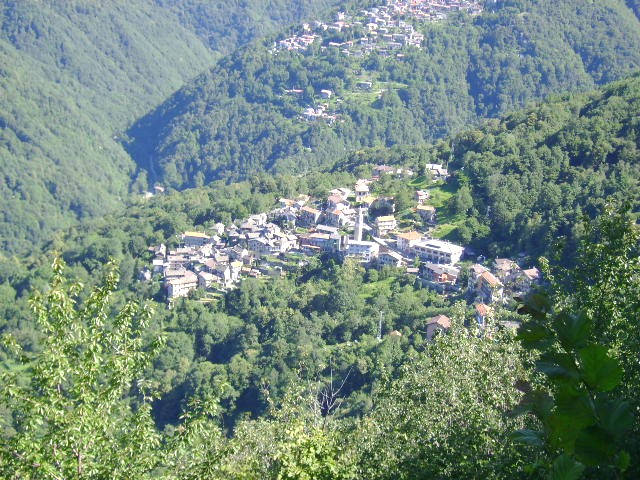
Veduta di Esio dal Belvedere Cadorna

## Amministrazione
Di seguito è presentata una tabella relativa alle amministrazioni che si sono succedute in questo comune.
| Periodo        | Periodo        | Primo cittadino      | Partito                           | Carica  | Note  |
| -------------- | -------------- | -------------------- | --------------------------------- | ------- | ----- |
| 24 aprile 1995 | 14 giugno 1999 | Pietro Alfredo Guzzo | centro                            | Sindaco | [ 9 ] |
| 14 giugno 1999 | 14 giugno 2004 | Pietro Alfredo Guzzo | lista civica                      | Sindaco | [ 9 ] |
| 14 giugno 2004 | 8 giugno 2009  | Andrea Lavorato      | lista civica                      | Sindaco | [ 9 ] |
| 8 giugno 2009  | 26 maggio 2014 | Andrea Lavorato      | lista civica                      | Sindaco | [ 9 ] |
| 26 maggio 2014 | in carica      | Mauro Brusa          | lista civica Riviviamo... Premeno | Sindaco | [ 9 ] |

Fa parte dell'unione montana dei comuni di Arizzano, Premeno e Vignone.

## Sport
Pian di Sole era una piccola stazione sciistica, costituita da due skilift, denominati Rieno e Baby Genzianella, realizzati dalla ditta Leitner nel 1982. Pur trovandosi ad una quota molto modesta la località è riuscita a sopravvivere, nonostante, in particolare negli anni Novanta, frequenti annate povere di neve. Nel terzo millennio la località ha aderito al progetto Neveazzurra, dal quale è nata una maggior collaborazione tra le località invernali del VCO. La piccola stazione si è anche dotata di un buon impianto di innevamento artificiale, comprensivo di 6 cannoni a bassa pressione. Grazie a quest'investimento la località è riuscita a garantire l'apertura anche in inverni poco nevosi.
Durante la stagione 2008-2009, grazie all'abbondante innevamento, la località è stata in grado di ospitare alcuni allenamenti della Nazionale italiana di slalom speciale, con la presenza di atleti del calibro di Giorgio Rocca, Giuliano Razzoli e Manfred Mölgg.

### Piste di sci alpino
Piste servite della sciovia Baby Genzianella
- Baby

Piste servite dalla sciovia Rieno
- Rieno 1
- Rieno 2
- Canalone
- Boschetto